# 테시역
테시역(Täsch)은 스위스 발레주에 있는 테시 지자체에 서비스를 제공하는 미터궤 철도역이다. 그것은 차 없는 등산과 체르마트의 스키 리조트를 피스프(스위스 연방 철도 제공) 및 브리크(스위스 연방 철도와 BLS AG 제공)의 표준궤 노선으로 연결하는 브리크-피스프-체르마트 철도 (BVZ)의 일부를 형성한다.
2003년 1월 1일부터 BVZ와 푸르카 오버알프 철도(FO) 간의 합병에 따라 BVZ는 마터호른 고트하르트 철도(MGB)가 소유 및 운영하고 있다.
체르마트의 자동차 없는 상태로 인해 MGB는 체르마트와 테시 사이를 자주 운행하는 특별 셔틀 열차 서비스를 제공한다. 대부분의 경우 이 서비스는 20분 간격으로 운영된다. MGB는 또한 테시를 통해 체르마트와 브리크 사이에서 시간 간격으로 지역 서비스를 운영한다.
매일 이 지점에서 MGB가 운영하는 여러 빙하특급 열차가 테시를 통과하지만, 거기에서 정차하지 않는다.

## 운행편
다음 서비스는 체르마트에서 정차한다:
- 레기오 :
  - 체르마트와 피스프 사이를 30분 간격으로 운행 하며 다른 모든 열차는 피스프에서 피에쉬(Fiesch)까지 계속 운행한다.
  - 체르마트까지 20분 간격으로 셔틀 서비스가 제공된다.

## 같이 보기
- 마터호른 고트하르트 철도
- 테시
- 체르마트
- 마터호른산